# Pannkakasjön
Pannkakasjön är en sjö i Laholms kommun i Halland och ingår i Lagans huvudavrinningsområde. Pannkakasjön ligger i Tönnersjömålet och Mästocka skjutfält Natura 2000-område.